# Tenis stołowy na Letnich Igrzyskach Olimpijskich 2004
Zawody w tenisie stołowym na XXVIII Letnich Igrzysk Olimpijskich w Atenach rozgrywane były w Galatsi Olympic Hall. Zawodnicy startowali w 4 konkurencjach.

## Mężczyźni

### singel
| Lp. | Państwo          | Zawodnik      |
| --- | ---------------- | ------------- |
| 1   | Korea Południowa | Ryu Seung-min |
| 2   | Chiny            | Wang Hao      |
| 3   | Chiny            | Wang Liqin    |

Polacy: Lucjan Błaszczyk, Tomasz Krzeszewski

### debel
| Lp. | Państwo  | Zawodnicy                 |
| --- | -------- | ------------------------- |
| 1   | Chiny    | Chen Qi Ma Lin            |
| 2   | Hongkong | Ko Lai Chak Li Ching      |
| 3   | Dania    | Michael Maze Finn Tugwell |

Polacy: Lucjan Błaszczyk, Tomasz Krzeszewski

## Kobiety

### singel
| Lp. | Państwo          | Zawodniczka  |
| --- | ---------------- | ------------ |
| 1   | Chiny            | Zhang Yining |
| 2   | Korea Północna   | Kim Hyang-mi |
| 3   | Korea Południowa | Kim Kyung-ah |

### debel
| Lp. | Państwo          | Zawodniczki             |
| --- | ---------------- | ----------------------- |
| 1   | Chiny            | Wang Nan Zhang Yining   |
| 2   | Korea Południowa | Lee Eun-sil Seok Eun-mi |
| 3   | Chiny            | Guo Yue Niu Jianfeng    |